# Martin Pallu
Pour les articles homonymes, voir Pallu (homonymie).
Martin Pallu, né le 7 décembre 1661 à Tours et décédé le 21 mai 1742 à Paris, est un prêtre jésuite français, prédicateur, directeur spirituel et écrivain.

## Éléments de biographie
Petit-fils d'Étienne Pallu et fils du fermier général Bernard Pallu, ainsi que neveu de Mgr François Pallu et des pères jésuites Jacques et César Pallu, Martin entre au noviciat des Jésuites de Paris, le 16 septembre 1678, et prononce ses premiers vœux en 1680. Après avoir étudié la philosophie et la théologie durant sept années, il est ordonné prêtre à Paris en 1692. Il enseigne dans des collèges pendant plusieurs années, avant de prononcer ses vœux solennels en 1696.
Chargé de prédication, il réside à la Maison professe de Paris à partir de 1703 et prêche l'Avent à la Cour devant le roi Louis XIV en 1706. 
À partir de 1711, un asthme persistant le contraint à arrêter la prédication. Il consacre alors son temps aux retraites spirituelles, à la direction des consciences et à la rédaction d'ouvrages spirituels. Son style est élégant et agréable; sa doctrine est solide et traditionnelle plutôt qu'originale. Contemporain de Jean-Pierre de Caussade il n'en a cependant pas l'envergure.
Succédant à Jean Crasset et à Louis Jobert, il est le directeur de la Congrégation mariale de la maison professe durant vingt-quatre années. 
Mort le 21 mai 1742, il est enseveli dans l'église Saint-Paul-Saint-Louis.

## Écrits
- Celsius Martyr (1687)
- La solide et véritable dévotion envers la sainte Vierge (1736, 1745, 1778)
- De l'Amour de Dieu, ses motifs, ses qualités, ses effets (1737, 1747, 1778)
- De la connaissance et de l'Amour de N.S. Jésus-Christ (1738)
- Retraite spirituelle, à l'usage des communautés religieuses (1741, 1765)
- Sermons du Père Pallu, de la Compagnie de Jésus : Avent (1744)
- Sermons du Père Pallu, de la Compagnie de Jésus : Carême : tome second (trois tomes, 1744)
- Sermons du Père Pallu, de la Compagnie de Jésus : panégyriques (1744)
- Des fins dernières de l'homme (1778)
- Du saint et fréquent usage des sacrements de pénitence et d'eucharistie (1826)
- Croire de cœur, confessor de bouche et agir conformément à sa foi (1900)
- La charité (1925)

## Sources
- Louis-Mayeul Chaudon, Dictionnaire universel, historique, critique, et bibliographique, Volume 13, 1810